# Ото I (Саксония)
Вижте пояснителната страница за други личности с името Ото I.
Ото I, Сиятелни (на немски: Otto I, der Erlauchte, * пр. 877; † 30 ноември 912) е херцог на Саксония от династията Лиудолфинги.

## Биография
Той е по-малкият син на херцог Лиудолф († 866) и Ода († 913), дъщеря на princeps Билунг от род Билунги и Еда. Брат е на Луитгарда Саксонска съпруга на Лудвиг III Младши.
През 880 г. Ото I става глава на рода Лиудолфинги на мястото на брат му Бруно, който е убит в битките с норманите. От 888 г. е граф в Южна Тюрингия, граф в Айхсфелд, от 902 до 912 г. светски игумен на Херсфелд.
Ото I се жени за Хадвига Бабенбег (Hathui, † 24 декември 903), дъщеря на Хайнрих, princeps militiae, херцог на Австразия (dux Austrasiorum, от род Попони) и прапраправнучка на Карл Велики.
Той е баща на император Хайнрих I Птицелов, крал на Източното франкско кралство и основател на Саксонска династия (или Отони).
Ото е погребан в манастирската църква в Гандерсхайм.

## Деца
- Танкмар († пр. 30 ноември 912)
- Лиудолф († пр. 30 ноември 912)
- Хайнрих I Птицелов (* 876; † 2 юли 936), от 912 херцог на Саксония и от 919 до 936 римско-германски крал на Източното франкско кралство

∞ 906 Хатебурга Мерзебургска (880—сл. 909), монахиня
∞ 909 Света Матилда, игуменка на Нивел († 968), дъщеря на граф Дитрих (Теодерих) от род Имединги
- Ода (* 875/880; † 2 юли сл. 952)

∞ 27 март или 13 юни 897 Цвентиболд (* 870/871; † 13 август 900), 895 – 900 крал на Лотарингия от рода на Каролингите
∞ края на 900 Герхард († 22 юни 910), граф на Мец от род Матфриди (Герхардини)